# Dimitri Jiriakov
Dimitri Jiriakov (Mosca, 8 novembre 1985) è un ex ciclista su strada russo naturalizzato liechtensteinese.
Professionista tra il 2005 e il 2008, vinse tre campionati nazionali e i Giochi dei piccoli stati europei nella prova in linea.

## Palmarès
- 2005 (Dilettanti, una vittoria)

Giochi dei piccoli stati europei, Prova in linea
- 2006 (Dilettanti, una vittoria)

Campionati del Liechtenstein, Prova in linea
- 2007 (Dilettanti, due vittorie)

Campionati del Liechtenstein, Prova in linea
Campionati del Liechtenstein, Prova a cronometro
- 2008 (Stegcomputer–CKT-Cogeas, due vittorie)

Campionati del Liechtenstein, Prova in linea
Campionati del Liechtenstein, Prova a cronometro

## Piazzamenti

### Competizioni mondiali
- Campionati del mondo

Stoccarda 2007 - Cronometro Under-23: 60º